# Platambus regulae
Platambus regulae är en skalbaggsart som beskrevs av Michel Brancucci 1991. Platambus regulae ingår i släktet Platambus och familjen dykare. Inga underarter finns listade i Catalogue of Life.